# Puchar Świata w lotach narciarskich 1991/1992
Puchar Świata w lotach narciarskich 1991/1992 – 2. edycja Pucharu Świata w lotach narciarskich (stanowiącego część Pucharu Świata w skokach narciarskich), która rozpoczęła się 25 stycznia 1992 w Oberstdorfie, a zakończyła się 21 marca 1992 w Harrachovie. Rozegrano 3 konkursy indywidualne.

## Kalendarz zawodów
| Lp.                                                                  | Data                                                                 | Miejscowość                                                          | Punkt K                                                              | Uwagi                                                                | 1. miejsce      | 2. miejsce         | 3. miejsce         |
| -------------------------------------------------------------------- | -------------------------------------------------------------------- | -------------------------------------------------------------------- | -------------------------------------------------------------------- | -------------------------------------------------------------------- | --------------- | ------------------ | ------------------ |
| 1.                                                                   | 25 stycznia 1992                                                     | Oberstdorf                                                           | K-182                                                                | –                                                                    | Werner Rathmayr | Andreas Felder     | Mikael Martinsson  |
| 2.                                                                   | 26 stycznia 1992                                                     | Oberstdorf                                                           | K-182                                                                | –                                                                    | Werner Rathmayr | Andreas Felder     | Andreas Goldberger |
| 3.                                                                   | 21 marca 1992                                                        | Harrachov                                                            | K-180                                                                | MŚ                                                                   | Noriaki Kasai   | Andreas Goldberger | Roberto Cecon      |
| —                                                                    | 22 marca 1992                                                        | Harrachov                                                            | K-180                                                                | MŚ                                                                   | odwołany        | odwołany           | odwołany           |
| Puchar Świata w lotach narciarskich 1991/1992 – klasyfikacja końcowa | Puchar Świata w lotach narciarskich 1991/1992 – klasyfikacja końcowa | Puchar Świata w lotach narciarskich 1991/1992 – klasyfikacja końcowa | Puchar Świata w lotach narciarskich 1991/1992 – klasyfikacja końcowa | Puchar Świata w lotach narciarskich 1991/1992 – klasyfikacja końcowa | Werner Rathmayr | Andreas Goldberger | Andreas Felder     |

## Klasyfikacja generalna
| Źródło  | Źródło               | Źródło | Źródło |
| Miejsce | Zawodnik             | Punkty |        |
| ------- | -------------------- | ------ | ------ |
| 1.      | Werner Rathmayr      | 50     |        |
| 2.      | Andreas Goldberger   | 46     |        |
| 3.      | Andreas Felder       | 40     |        |
| 4.      | Tomáš Goder          | 36     |        |
| 5.      | Mikael Martinsson    | 34     |        |
| 6.      | Samo Gostiša         | 27     |        |
| 7.      | Noriaki Kasai        | 25     |        |
| 8.      | Christof Duffner     | 19     |        |
| 8.      | Stefan Zünd          | 19     |        |
| 10.     | Martin Trunz         | 18     |        |
| 11.     | Ralf Gebstedt        | 15     |        |
| 11.     | Roberto Cecon        | 15     |        |
| 13.     | Jaroslav Sakala      | 13     |        |
| 14.     | Alexander Pointner   | 11     |        |
| 15.     | Werner Haim          | 10     |        |
| 16.     | Marc Nölke           | 7      |        |
| 16.     | Ivan Lunardi         | 7      |        |
| 18.     | Espen Bredesen       | 5      |        |
| 19.     | Werner Schuster      | 4      |        |
| 19.     | František Jež        | 4      |        |
| 19.     | Ole Gunnar Fidjestøl | 4      |        |
| 22.     | Jiří Parma           | 3      |        |
| 22.     | Magne Johansen       | 3      |        |
| 24.     | Matjaž Zupan         | 2      |        |